# ينغجة (سلماس)
ينغجة هي قرية في مقاطعة سلماس، إيران. يقدر عدد سكانها بـ 490 نسمة بحسب إحصاء 2016.